# Vapenrock m/1939

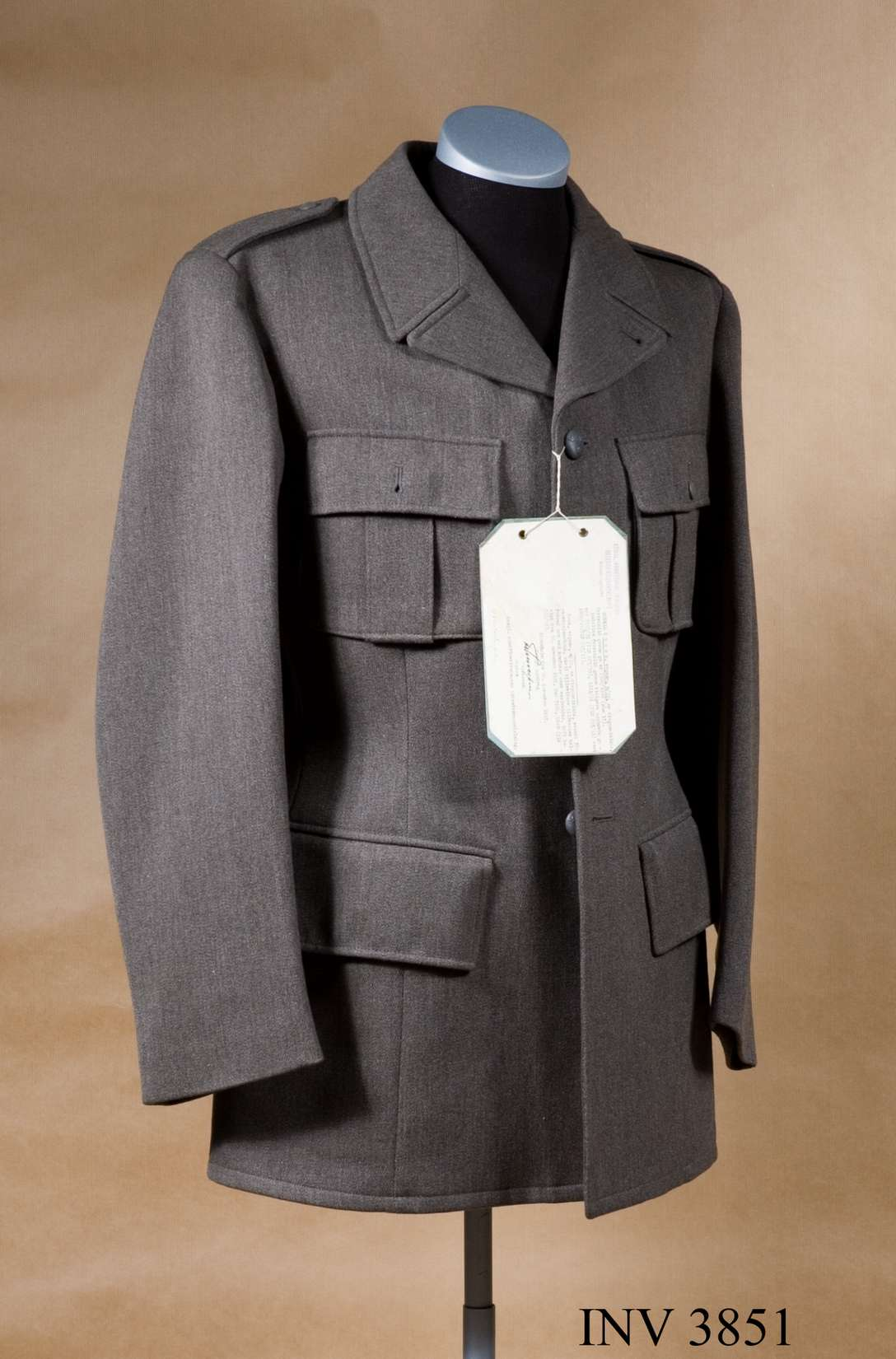
Vapenrock m/1939 för manskap, modellexemplar. Ur armémuseums samlingar.

Vapenrock m/1939 var en vapenrock som användes inom svenska krigsmakten/försvarsmakten.

## Utseende
Denna vapenrock är av gråbrungrönt ylle och har en mjuk nedvikt krage samt en enradig knapprad om fyra knappar. På framsidan finns två bröstfickor och två större sidofickor.

## Användning
Denna vapenrock användes som en del av uniform m/1939

## Varianter

### Vapenrock m/1939-1958
Denna variant av vapenrocken är anpassad till uniform m/1958 och skillnaden består i att man har sytt på två bakfickor och att man tagit bort axelklaffarna. Dessutom hade även armhålorna förstärkts med en tygbit för ökad rörlighet. På denna vapenrock anbringades kragspegel m/1958.